# 23318 Сальвадорсанчес
23318 Сальвадорсанчес (23318 Salvadorsanchez) — астероїд головного поясу, відкритий 20 січня 2001 року.
Тіссеранів параметр щодо Юпітера — 3,158.